# لول (بازی‌های ویدئویی)

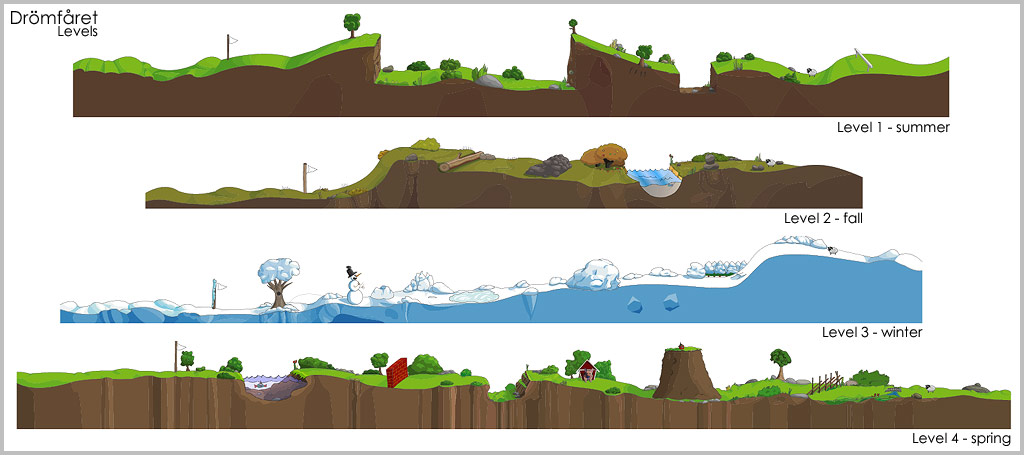
یک نمونه از لول‌های گوناگون که پیش روی بازیکن قرار می‌گیرد.

لول یا رنک یا سطح (به انگلیسی: Level, rank, stage) در یک بازی ویدئویی، به همهٔ فضای در دسترس بازیکن در طی کامل کردن یک هدف جداگانه در بازی گفته می‌شود. هر لول نیز محتوا و چالش‌های تازه‌ای را پیش روی بازیکن قرار می‌دهد تا دلبستگی وی به بازی را حفظ کند.

## طراحی لول
طراحی لول یا طراحی محیط، رشته‌ای از توسعهٔ بازی است که ایجاد لول‌ها-جاها، مرحله‌ها یا مأموریت‌ها را در بازی در بر می‌گیرد.